# Schöning (Westfalen)
Schöning is een dorp in de Duitse gemeente Delbrück, deelstaat Noordrijn-Westfalen, en telt 1.520 inwoners (31-12-2019).
Voor de inlijving bij Delbrück vormde het, samen met twee naburige dorpen, de gemeente Westerloh (zie kaartje).

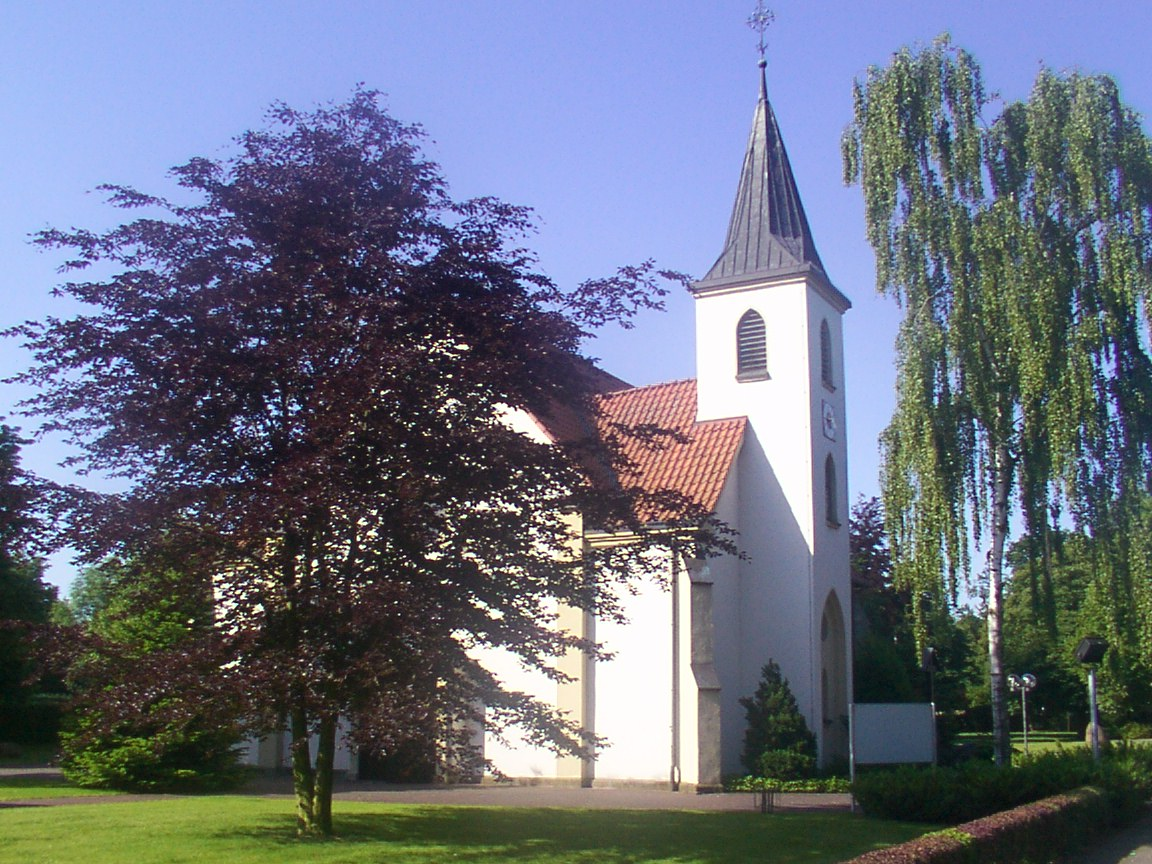
R.K. St.-Meinolfkerk

Een kilometer ten noorden van het dorp ligt sedert 1967 een acht hectare grote dierentuin (Tierpark Nadermann), die o.a. diverse grote katachtigen, lama's en roofvogels bezit. Naast de dierentuin ligt een camping.

## Belangrijke personen in relatie tot de gemeente

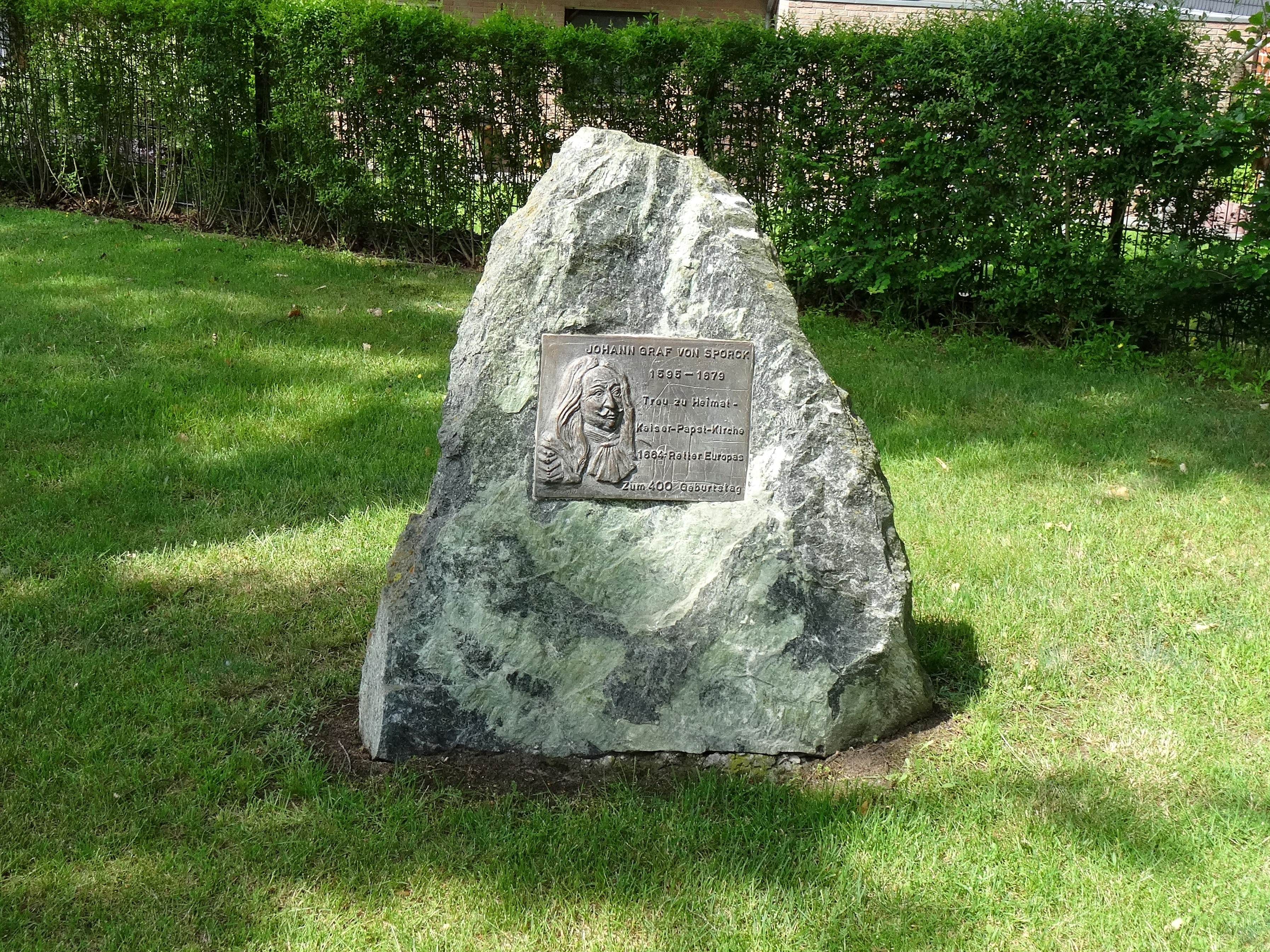
Delbrück, gedenksteen Johann von Sporck

- Johann von Sporck, vanaf 1647 Freiherr (baron), vanaf 1664 graaf von Sporck (* 6  januari 1600[1] op de Sporckhof iets ten oosten van het dorp Schöning, tegenwoordig gemeente Delbrück; † 6 augustus 1679 op kasteel Hermannstädtel, Bohemen) Beiers, later Oostenrijks militair, hoogste rang: generaal van de keizerlijk-Oostenrijkse cavalerie. Von Sporck was beroemd om zijn militaire moed, en verkreeg om die reden tweemaal een adellijke titel. Von Sporck streed aan katholieke zijde in de Dertigjarige Oorlog, o.a. in 1620 in de Slag op de Witte Berg, en was daarna o.a. in een oorlog tegen het Osmaanse Rijk succesvol.[2] In Delbrück is een straat naar Von Sporck genoemd en een gedenksteen te zijner ere opgericht.